# Breznica (Słowacja)
Breznica – wieś (obec) na Słowacji położona w kraju preszowskim, w powiecie Stropkov. Pierwsze wzmianki o miejscowości pochodzą z 1404 roku.
Według danych z dnia 31 grudnia 2012 roku, wieś zamieszkiwało 780 osób, w tym 404 kobiety i 376 mężczyzn.
W 2001 roku rozkład populacji względem narodowości i przynależności etnicznej wyglądał następująco:
- Słowacy – 98,87%
- Czesi – 0,42%
- Rusini – 0,14%
- Ukraińcy – 0,56%

Ze względu na wyznawaną religię struktura mieszkańców kształtowała się w 2001 roku następująco:
- Katolicy rzymscy – 87,17%
- Grekokatolicy – 10,30%
- Ewangelicy – 0,85%
- Prawosławni – 0,99%
- Ateiści – 0,56%
- Nie podano – 0,14%